# Excelente
L'excelente fu il nome preso in Spagna dal ducato d'oro (altri nomi in uso furono águila e doble castellano). Fu coniata per la prima volta da Ferdinando II di Aragona e della moglie Isabella, dopo la conquista di Granada alla fine del XV secolo. La coniazione proseguì sotto i loro successori. Il nome deriva dal fatto che avesse un titolo assai alto.
Al dritto erano rappresentati i busti affrontati dei Re Cattolici e al rovescio era raffigurata l'aquila di san Giovanni di fronte ad ali aperte, con lo stemma dei monarchi sul petto.
Il peso della moneta era di 3,5 grammi, mentre il mezzo ne pesava 1,75 circa. Si coniò anche il medio excelente.
La moneta fu soggetta a numerosissime contraffazioni.
Tra il 1504 e il 1516 lo coniò anche la zecca di Napoli, a cura dello zecchiere Tramontano. Le monete di Napoli si distinguono per la presenza delle lettere I • T, ai lati dell'aquila.

## Contesto
Il sistema monetario dei Re Cattolici era basato sull'uso di oro, argento e leghe di argento e rame. Le aree monetarie fondamentali dei distinti regni di Spagna all'avvento di Ferdinando e Isabella erano la musulmana e l'europea. Quanto ai regni della corona di Aragona, ciascuno coniava monete distinte. L'excelente risponde al tentativo di unificare i tipi monetari, particolarmente in Castiglia.
La prima iniziativa in tal senso data 26 giugno 1475, una norma che indicava il castellano come unità aurea. Si coniò anche il doppio castellano (o doppio ducato), che prese appunto il nome di excelente.